# Luciano Mendoza
Luciano Mendoza (Turgua, Departamento de Venezuela, Gran Colombia, 1829 - Hacienda Ariña, Isla Trinidad, Colonia de Trinidad y Tobago, Imperio británico, 16 de marzo de 1907) fue un político y militar venezolano.

## Primeros años
Su inicio en las armas empieza en 1860, combatiendo del lado liberal en la Guerra Federal atacando a la guarnición de Guarenas el 30 de junio. ataca a Cúa en enero de 1861 y en 1862.
Queda a cargo de cercar Caracas hasta el Tratado de Coche en 1863. Gobernador del Distrito Federal en 1864. Se distancia de Juan Crisóstomo Falcón y en 1867 se rebela en un movimiento llamado La Genuina. Acaba pactando la paz pero después se une a la Revolución Azul. 
Tras el intento de asesinato de Antonio Guzmán Blanco por parte del gobierno, se vuelve opositor a los azules y se une a la Revolución de Abril. En 1874 es encargado de sofocar el levantamiento del general León Colina. Combate contra la Revolución Legalista de Joaquín Crespo en 1892, es vencido y debe exiliarse hasta 1898. 
Apoya a la Revolución Liberal Restauradora de Cipriano Castro y entra triunfante a Caracas tras el derrocamiento del presidente Ignacio Andrade. Durante el gobierno de Cipriano Castro es nombrado jefe de la segunda Circunscripción Militar del país, diputado por el estado Miranda ante la Asamblea Nacional Constituyente (enero de 1901) y presidente provisional del estado Aragua (abril de 1901).

## Últimos años
Sin embargo, el 19 de diciembre de 1901, se alza en armas en contra el gobierno de Castro, marcando el inicio de la Revolución Libertadora. Siendo jefe del Estado Mayor general de ese movimiento (enero de 1902), influye en la errada decisión de atacar al presidente Castro en La Victoria, donde las fuerzas revolucionarias fueron derrotadas (octubre-noviembre 1902). Esta derrota marca el final de su carrera militar y política, refugiándose en su hacienda Ariña de la isla de Trinidad, en la que pasa sus últimos días.